# Woldemar Hägglund
Johan Woldemar Hägglund (Helsinki, 10 agosto 1893 – Hirvensalmi, 12 febbraio 1963) è stato un generale finlandese, tenente generale durante la seconda guerra mondiale e fra i primi volontari degli Jäger durante la prima guerra mondiale e la guerra civile finlandese.

## Biografia

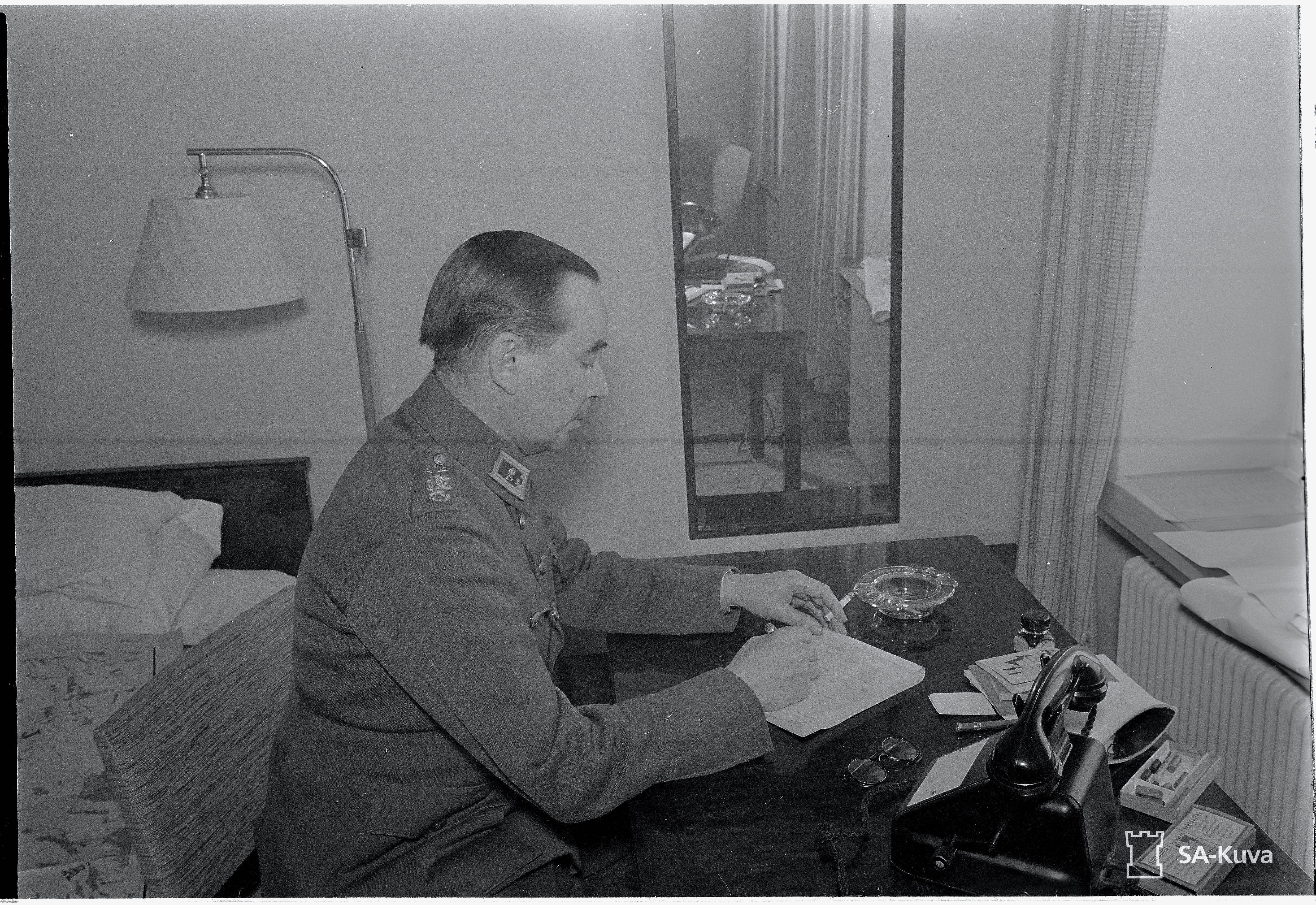
Woldemars Hägglund al comando del IV Corpo, 26 maggio 1940

Woldemar nacque nel 1893, figlio di Johan Alfred Hägglund e Aleksandra Henriksson. Nel 1902 sposò Anna-Lisa Alléen, dalla quale ebbe tre figli. Il più giovane di loro, il generale Gustav Hägglund, in seguito servì come comandante delle forze di difesa finlandesi.
Frequentò il liceo svedese di Viipuri, e in seguito studiò ingegnera civile presso il Politecnico di Helsinki. Nel 1915 fu tra i primi giovani ad offrirsi volontario per recarsi in Germania, nelle file del 27º Battaglione Jäger, per ottenere addestramento militare e porre le basi della futura indipendenza della Finlandia. Insieme ai suoi connazionali combatté sul fronte orientale, soprattutto nella zona del golfo di Riga, prima di essere trasferito per un breve periodo in Svezia, per proseguire gli studi a Stoccolma e per contribuire ad organizzare la futura rivolta in Finlandia.
Il 17 novembre 1917 tornò in patria a bordo di un sommergibile tedesco, dove assunse il comando di una squadra con il compito di contrabbandare armi e munizioni e di addestrare le truppe locali. Divenne quindi il comandante della prima unità militare organizzata della Guardia Bianca, che nel gennaio 1918 condusse in Carelia quella che è considerata la prima campagna della guerra civile.
Dopo la fine del conflitto, Hägglund svolse diversi incarichi presso unità del neonato esercito finlandese, e successivamente negli uffici dello stato maggiore. A cavallo fra gli anni 20 e 30 trascorse diversi anni in Svezia, presso la scuola di tiro nel 1927 e l'Accademia Militare dal 1931 al 1932. Fu anche membro delle commissioni per il confine Finlandia-Russia e per il budget della difesa.
Hägglund partecipò alla guerra d'inverno in qualità di comandante del IV Corpo d'Armata, prendendo parte agli scontri nella regione del lago Ladoga, cercando di arginare l'avanzata dell'Armata Rossa. Durante la battaglia di Kollaa divenne celebre il suo breve dialogo con il tenente Aarne Juutilainen, al quale chiese "Kollaa reggerà?" ("Kestääkö Kollaa?"), sentendosi rispondere "Kollaa reggerà, a meno che gli ordini non siano di scappare".
Allo scoppio della guerra di continuazione ricevette il comando del VII Corpo d'Armata, che guidò nei combattimenti in Carelia, prima di essere trasferito nel 1943 allo stato maggiore, con la carica di ispettore generale. Al termine delle ostilità gli fu assegnato il compito di indagare sui crimini commessi nei campi di prigionia, svolto il quale nel 1945 si dimise dal lavoro a tempo pieno per andare in pensione. Morì a Hirvensalmi e fu sepolto al cimitero di Hietaniemi, a Helsinki.